# Ключовка (Алнаський район)
Ключо́вка (рос. Ключёвка) — присілок (колишнє село) у складі Алнаського району Удмуртії, Росія.

## Населення
Населення — 3 особи (2010; 6 в 2002).
Національний склад станом на 2002 рік:
- росіяни — 99 %

## Історія
З 1924 року село входило до складу Азаматовської сільради спочатку Алнаської волості, з 1929 року — Алнаського району, а у період 1963–1965 років — Можгинського району. У липні 1931 року тут утворено сільськогосподарську артіль «Решительний», яка діє сьогодні як ТОВ «Решительний». За даними «Виробничих планів» за 1932–1939 роки у господарстві було 134 особи та 363 га ріллі. Сіяли жито, пшеницю, овес, горох, коноплі, ячмінь, льон, саджали картоплю. 1932 року зібрано понад 90 тон зернових, 1,5 тон льону, 200 тон картоплі. Господарство мало 43 коня, 27 голів молодняка великої рогатої худоби. За ці роки збудовано зерносховище, ковальсько-ремонтну майстерню, сушарку, картоплесховище, конюшні. 1934 року збудовано молочно-товарну ферму. На початок 1940-их років рілля збільшена до 420 га, поголів'я великої рогатої худоби зросло до 63, коней — 64. Вирощували овець, свиней, розводити бджіл та курей. Було збудовано будинок культури, телятник, критий тік, свинарник.

## Урбаноніми[5]
- вулиці — Церковна, Шкільна